# UEFA 골든 주빌리 여론 조사
UEFA 골든 주빌리 여론 조사는 2004년 유럽 축구 연맹(UEFA)이 창립 50주년을 기념하기 위한 행사 차원에서 실시한 여론 조사이다. 1954년부터 2003년까지 지난 50년 동안 최고의 활약을 보여준 유럽의 축구 선수를 묻는 여론 조사였으며 UEFA 공식 홈페이지를 통해 진행되었다. 여론 조사에 언급된 선수 50명은 전체 후보 명단 250명 중에서 선정되었으며 10년 단위를 기준으로 하였다. 여론 조사에 참가한 전체 인원 수는 134,796명이었으며 전체 득표 수는 6,739,800표였다.
여론 조사 결과 1위를 기록한 지네딘 지단이 2위를 기록한 프란츠 베켄바워를 누르고 지난 50년 동안 최고의 활약을 보여준 유럽의 축구 선수로 선정되었다.

## 여론 조사 결과
|    | 선수                    | 국적                | 득표 수 |
| -- | ----------------------- | ------------------- | ------- |
| 1  | 지네딘 지단             | 프랑스              | 123,582 |
| 2  | 프란츠 베켄바워         | 서독                | 122,569 |
| 3  | 요한 크라위프           | 네덜란드            | 119,332 |
| 4  | 마르코 판 바스턴        | 네덜란드            | 117,987 |
| 5  | 디노 초프               | 이탈리아            | 114,529 |
| 6  | 알프레도 디 스테파노    | 아르헨티나 / 스페인 | 107,435 |
| 7  | 에우제비우              | 포르투갈            | 103,937 |
| 8  | 레프 야신               | 소련                | 101,862 |
| 9  | 미셸 플라티니           | 프랑스              | 99,380  |
| 10 | 파올로 말디니           | 이탈리아            | 95,497  |
| 11 | 페렌츠 푸슈카시         | 헝가리 / 스페인     | 94,361  |
| 12 | 파올로 로시             | 이탈리아            | 91,194  |
| 13 | 뤼트 휠릿               | 네덜란드            | 91,001  |
| 14 | 보비 찰턴               | 잉글랜드            | 89,921  |
| 15 | 로타어 마테우스         | 서독                | 86,798  |
| 16 | 칼하인츠 루메니게       | 서독                | 86,649  |
| 17 | 프란코 바레시           | 이탈리아            | 83,800  |
| 18 | 게르트 뮐러             | 서독                | 82,668  |
| 19 | 조지 베스트             | 북아일랜드          | 79,036  |
| 20 | 케빈 키건               | 잉글랜드            | 78,840  |
| 21 | 프랑크 레이카르트       | 네덜란드            | 71,333  |
| 22 | 루이스 피구             | 포르투갈            | 71,299  |
| 23 | 보비 무어               | 잉글랜드            | 70,884  |
| 24 | 로베르토 바조           | 이탈리아            | 68,239  |
| 25 | 미카엘 라우드루프       | 덴마크              | 67,484  |
| 26 | 로날트 쿠만             | 네덜란드            | 66,661  |
| 27 | 페테르 슈마이켈         | 덴마크              | 66,463  |
| 28 | 게오르게 하지           | 루마니아            | 62,383  |
| 29 | 제프 마이어             | 서독                | 62,375  |
| 30 | 올리버 칸               | 독일                | 58,151  |
| 31 | 다보르 슈케르           | 크로아티아          | 58,078  |
| 32 | 라울                    | 스페인              | 56,880  |
| 33 | 베르티 포크츠           | 서독                | 55,398  |
| 34 | 요한 네이스컨스         | 네덜란드            | 54,796  |
| 35 | 잔니 리베라             | 이탈리아            | 53,874  |
| 36 | 호세 안토니오 카마초    | 스페인              | 53,873  |
| 37 | 마르코 타르델리         | 이탈리아            | 53,732  |
| 38 | 쥐스트 퐁텐             | 프랑스              | 53,612  |
| 39 | 피터 실턴               | 잉글랜드            | 50,841  |
| 40 | 베른트 슈스터           | 서독                | 50,247  |
| 41 | 레몽 코파               | 프랑스              | 49,504  |
| 42 | 에리크 캉토나           | 프랑스              | 48,436  |
| 43 | 스탠리 매슈스           | 잉글랜드            | 47,915  |
| 44 | 뤼트 판 니스텔로이      | 네덜란드            | 47,398  |
| 45 | 발렌틴 이바노프         | 소련                | 46,022  |
| 46 | 게리 리네커             | 잉글랜드            | 44,787  |
| 47 | 알레산드로 네스타       | 이탈리아            | 44,667  |
| 48 | 호세 산타마리아         | 우루과이 / 스페인   | 43,690  |
| 49 | 알레산드로 델 피에로    | 이탈리아            | 43,227  |
| 50 | 알레산드로 코스타쿠르타 | 이탈리아            | 42,511  |

## 같이 보기
- FIFA 100
- UEFA 주빌리 어워드